# Сен-Трожан-ле-Бен
Сен-Трожа́н-ле-Бен (фр. Saint-Trojan-les-Bains) — коммуна во Франции, находится на острове Олерон в регионе Пуату — Шаранта. Департамент коммуны — Шаранта Приморская. Входит в состав кантона Ле-Шато-д’Олерон. Округ коммуны — Рошфор.
Код INSEE коммуны — 17411.

## Население
Население коммуны на 2010 год составляло 1473 человека.
| 1962 | 1968 | 1975 | 1982 | 1990 | 1999 | 2010 |
| ---- | ---- | ---- | ---- | ---- | ---- | ---- |
| 1473 | 1666 | 1488 | 1275 | 1490 | 1618 | 1473 |